# کپلر-۶۲اف
کپلر-۶۲اف
 (به انگلیسی: Kepler-62f) یک سیاره در کهکشان راه شیری در منظومۀ کپلر-۶۲ است که اندازه و فاصلهٔ آن تا ستاره‌اش درست مانند زمین و خورشید است که در نجوم به این موقعیت مکانی که شرایط زندگی را میتواند داشته باشد اصطلاحا کمربند حیات (به انگلیسی: Goldilocks) گفته می‌شود.

## ویژگی‌ها
کپلر۶۲اف با شعاع ۱٫۴ برابر زمین و فاصلهٔ حدود ۱۱٬۳۵۰٬۰۰۰٬۰۰۰٬۰۰۰٬۰۰۰ کیلومتر حدود ۱٬۲۰۰ سال نوری از زمین همراه با ۴ سیارهٔ دیگر به دور ستارهٔ خود که حدود یک‌سوم خورشید ماست می‌چرخند و نخستین سیارهٔ دیده شده توسط تلسکوپ فضایی کپلر است که دانشمندان احتمال وجود حیات درست شبیه به زمین را در آن می‌دهند. این سیاره نخستین بار در تاریخ ۱۸ آوریل ۲۰۱۳ مشاهده شد. جرم این سیاره از سیلیکات آهن و ترکیبات سنگی و همچنین از مقدار قابل توجهی آب تشکیل شده‌است.
کپلر-۶۲اف در فاصله۰٫۷۱۸ یکای نجومی (۱۰۷٬۴۰۰٬۰۰۰ کیلومتر؛ ۶۶٬۷۰۰٬۰۰۰ مایل)  از ستاره میزبان خود با دوره مداری حدود ۲۶۷.۳ روز، دارای جرمی معادل ۲.۸ برابر شعاع زمین است.این سیاره یکی از  نامزدهای سیارات قابل سکونت است، زیرا ستاره اصلی آن یک ستاره نسبتاً آرام است و جرم کمتری نسبت به خورشید دارد، بنابراین می‌تواند تا حدود ۳۰ میلیارد سال یا بیشتر زندگی کند.
همچنین با توجه به  جرم، کپلر-۶۲اف احتمالاً یک سیاره ابی، خاکی است.با این حال هنوز باید اجزای کلیدی سیارات فراخورشیدی  برای تعیین قابل سکونت بودن  این سیاره  ارزیابی شوند، مانند جو آن در صورت وجود، زیرا در بخش بیرونی منطقه قابل سکونت ستاره میزبان قرار دارد. 